# Stazione di Gazzada-Schianno-Morazzone
Stazione di Gazzada-Schianno-Morazzone vasútállomás Olaszországban, Lombardia régióban, Gazzada Schianno településen.

## Vasútvonalak
Az állomást az alábbi vasútvonalak érintik:
- Gallarate-Varese-vasútvonal

## Kapcsolódó állomások
A vasútállomáshoz az alábbi állomások vannak a legközelebb:
- Stazione di Castronno (Stazione di Treviglio, Line S5)
- Stazione di Varese (Stazione di Varese, Line S5)